# Логанвил (Висконсин)
Логанвил (енгл. Loganville) град је у америчкој савезној држави Висконсин.

## Демографија
По попису из 2010. године број становника је 300, што је 24 (8,7%) становника више него 2000. године.
| Група             | 2000.       | 2010.       |
| Белци             | 275 (99,6%) | 293 (97,7%) |
| Афроамериканци    | 0 (0,0%)    | 1 (0,3%)    |
| Азијати           | 0 (0,0%)    | 0 (0,0%)    |
| Хиспаноамериканци | 1 (0,4%)    | 4 (1,3%)    |
| Укупно            | 276         | 300         |